# St. Heribert (Kreuzau)

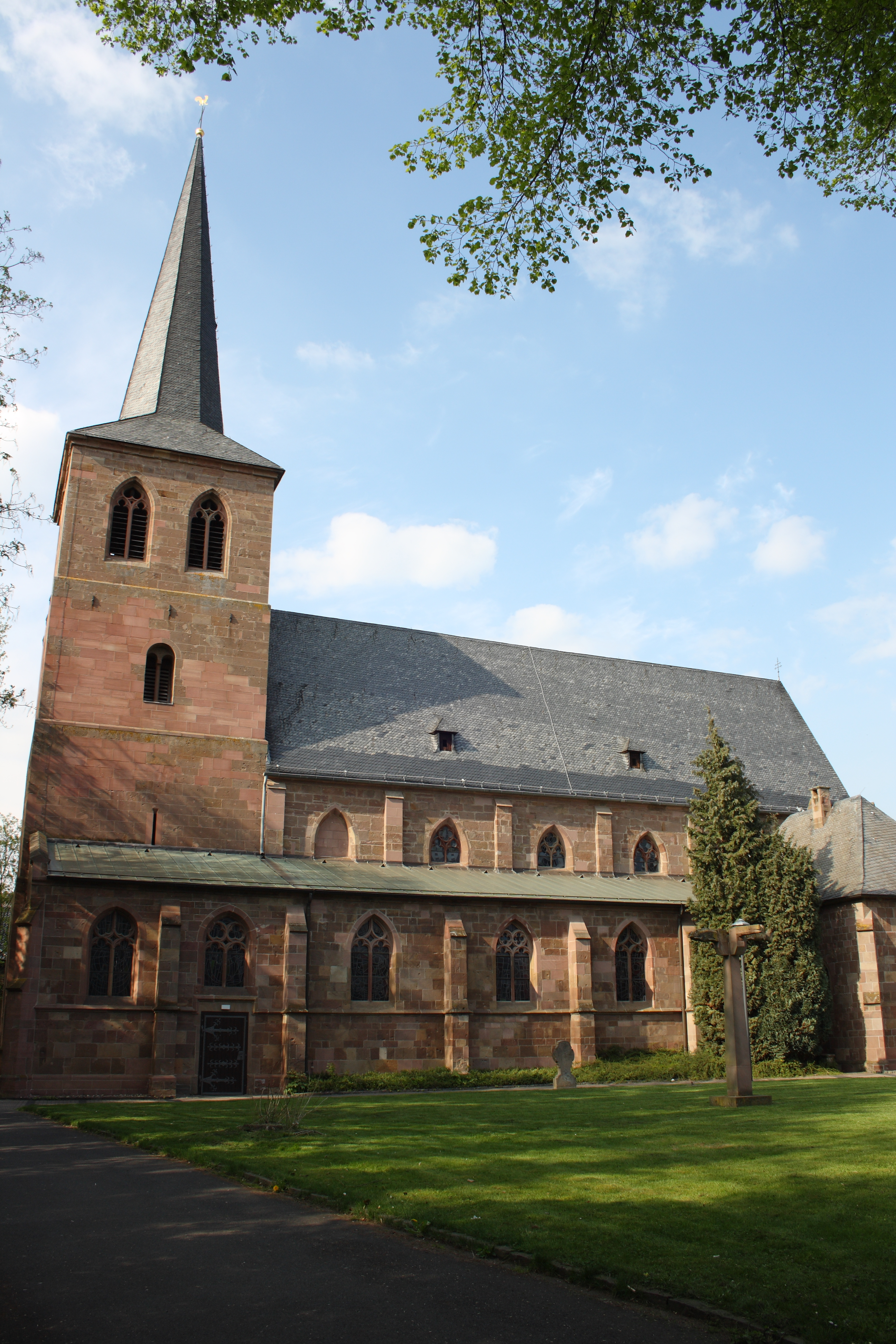
St. Heribert in Kreuzau

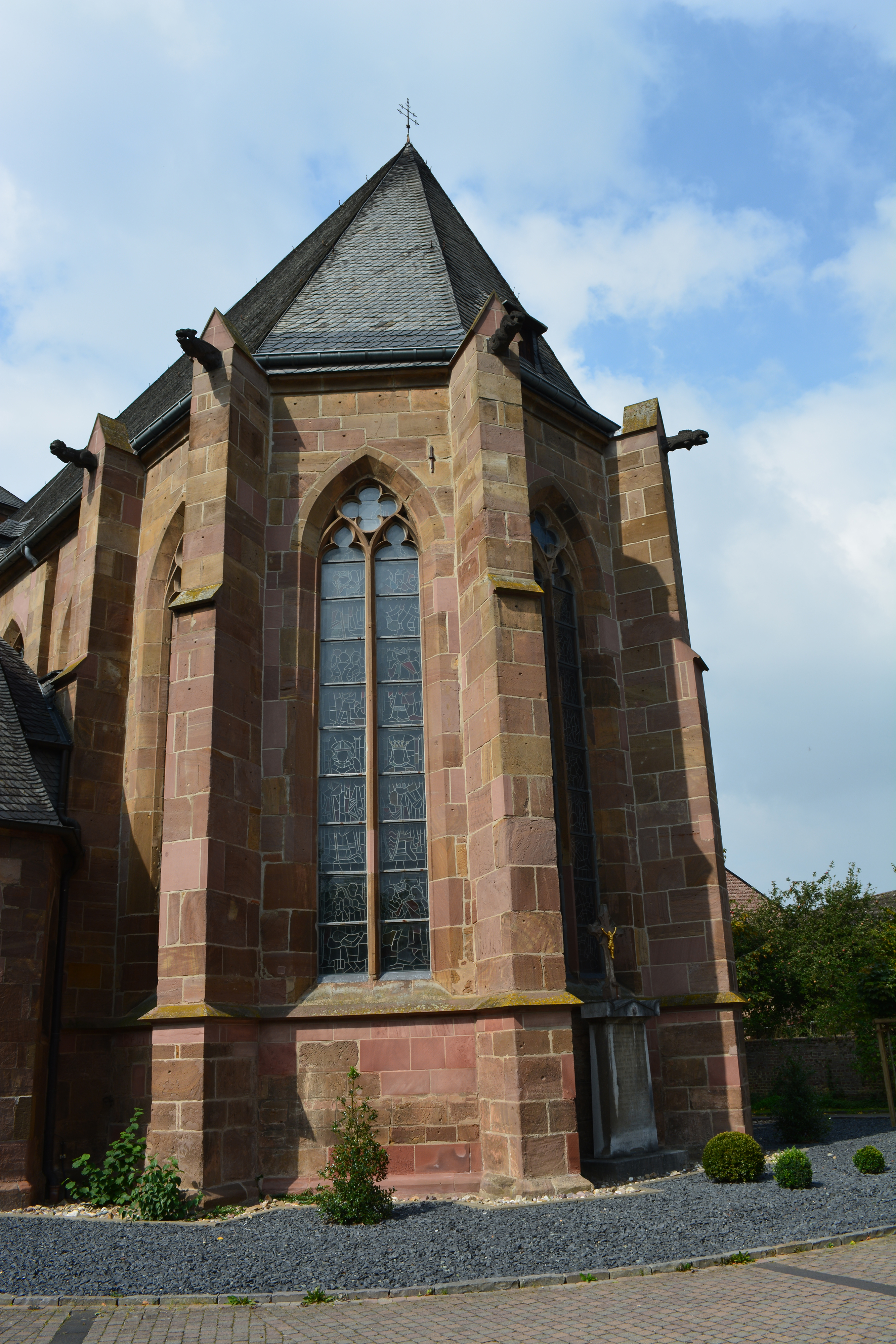
Choransicht

St. Heribert ist die römisch-katholische Pfarrkirche von Kreuzau im Kreis Düren (Nordrhein-Westfalen).
Die Kirche ist dem hl. Heribert von Köln geweiht und unter Nummer 25 in die Liste der Baudenkmäler in Kreuzau eingetragen.

## Geschichte

### Allgemeines
Am 14. April 1303 wurde erstmals eine Kirche in Kreuzau urkundlich erwähnt. Zu dieser Zeit war der Ort auch schon eigenständige Pfarrei. Im Liber valoris aus der Zeit um 1308 wurde die Pfarre ebenfalls erwähnt. Vermutlich hat es in Kreuzau jedoch schon wesentlich früher ein Gotteshaus gegeben. Es wird angenommen, dass bereits im 8. Jahrhundert, also zur Zeit Karls des Großen eine Kapelle oder Kirche im Ort bestanden hat. Bis in die zweite Hälfte des 16. Jahrhunderts gehörte Niederau als Filiale zur Kreuzauer Pfarre. Bis 1804 zählten zum Pfarrbezirk noch die Filialen Untermaubach, Obermaubach, Bogheim, Langenbroich und Bilstein. Als letzte noch verbliebene Filialgemeinden von Kreuzau wurde Winden und Bergheim im Jahr 1866 abgetrennt und zur Pfarre St. Urbanus, Winden erhoben.
Bis ins 16. Jahrhundert war die Kirche dem Heiligen Kreuz geweiht. Erst 1635 taucht der hl. Heribert von Köln als Patron der Kirche und Pfarre auf.
Heute ist die Kreuzauer Pfarrei ein Teil der Gemeinschaft der Gemeinden (GdG) Kreuzau-Hürtgenwald.

### Kirchengebäude
Der älteste Teil der heutigen Pfarrkirche sind die drei unteren Geschosse des Glockenturms. Sie stammen sehr wahrscheinlich noch aus dem 12. Jahrhundert. Dieser Turm war ein Teil einer einschiffigen romanischen Saalkirche. Um 1300 wurde der romanische Chor niedergelegt und durch einen gotischen ersetzt, welcher heute noch erhalten ist. Um 1350 wurde schließlich auch das romanische Kirchenschiff durch das heutige gotische Mittelschiff und das südliche Seitenschiff ersetzt. Somit war eine zweischiffige Anlage entstanden. Im 15. Jahrhundert erhielt der Turm seine heutige Gestalt, durch die Erhöhung um das vierte Geschoss.
In den 1860er Jahren wurde das Bauwerk so baufällig, dass zwischenzeitlich ein vollständiger Abriss und anschließender Neubau im Baustil der Neuromanik in Erwägung gezogen wurde, wobei auch die angestiegene Bevölkerungszahl eine Rolle spielte. 1868 wurde der Kölner Architekt Heinrich Wiethase damit beauftragt, ein Gutachten über den baulichen Zustand des Gotteshauses zu erstellen und ein Konzept über eine mögliche Sanierung des vorhandenen Bauwerks zu erstellen. In den Jahren 1869 bis 1872 wurde die Kirche schließlich renoviert und umgebaut. Dabei wurde das südliche Seitenschiff abgerissen und durch ein neugotisches ersetzt, was sich aber an die Strukturen des gotischen Chors und des Mittelschiffs anpasste. Außerdem wurde das hölzerne Tonnengewölbe im Mittelschiff durch ein steinernes Kreuzrippengewölbe ersetzt. Zwischen 1906 und 1907 wurde die Kirche abermals umgebaut. Sie erhielt das nördliche Seitenschiff. Außerdem wurde das südliche um zwei Joche nach Westen hin verlängert, sodass es den Turm einschließt.
Im Zweiten Weltkrieg wurde die Turmspitze zerstört und zunächst durch ein wesentlich flacheres Pyramidendach ersetzt. Erst später wurde der alte Turmhelm rekonstruiert.

## Architektur
St. Heribert ist eine dreischiffige Basilika im Baustil der Gotik des 12. bis 20. Jahrhunderts mit Ost-West-Ausrichtung. Im Westen befindet sich der viergeschossige Glockenturm, in dessen Untergeschoss sich das Hauptportal befindet. Daran angebaut ist das dreischiffige Langhaus. An Nord- und Südseite des Turmes sind jeweils zwei Joche der Seitenschiffe angebaut. Zwischen Chor und südlichem Seitenschiff sowie zwischen Chor und nördlichem Seitenschiff befinden sich eine Sakristei und eine Nebensakristei. Das gesamte Kirchengebäude ist mit Kreuzrippengewölben überwölbt.

## Ausstattung
Im Innenraum befindet sich ein steinerner, gotischer Wandtabernakel, sowie Buntglasfenster aus dem Jahr 1951.

## Orgel
Die Orgel ist ein Werk des Orgelbauers Hans Klais, Firma Johannes Klais Orgelbau aus Bonn (Opus 1023). Sie wurde 1952 angefertigt und besitzt 20 Register auf zwei Manuale und Pedal verteilt. Die Disposition lautet:
| I Hauptwerk C–g3 |                |       |
| 1.               | Principal      | 8′    |
| 2.               | Rohrflöte      | 8′    |
| 3.               | Spitzflöte     | 4′    |
| 4.               | Gemshornquinte | 2 ⁄3′ |
| 5.               | Octave         | 2′    |
| 6.               | Mixtur IV      |       |
| 7.               | Schalmey       | 8′    |

| II Nebenwerk C–g3 |                 |    |
| 8.                | Gedackt         | 8′ |
| 9.                | Salicional      | 8′ |
| 10.               | Principal       | 4′ |
| 11.               | Quintadena      | 4′ |
| 12.               | Waldflöte       | 2′ |
| 13.               | Sesquialtera II |    |
| 14.               | Scharff III-IV  |    |

| Pedal C–f1 |               |     |
| 15.        | Subbass       | 16′ |
| 16.        | Principalbass | 8′  |
| 17.        | Gedacktbass   | 8′  |
| 18.        | Choralbass    | 4′  |
| 19.        | Flachflöte    | 2′  |
| 20.        | Fagott        | 16′ |

- Koppeln: II/I, I-II Sub, I-P, II-P
- Spielhilfen: Handregistratur, Zwei freie Kombinationen, Tutti, Registerschweller[3]

## Glocken
| Nr. | Name         | Durchmesser (mm) | Masse (kg, ca.) | Schlagton (HT-1/16) | Gießer                                               | Gussjahr |
| 1   | Pius         | 1.270            | 1.220           | dis′ +-0            | Wolfgang Hausen-Mabilon; Fa. Mabilon & Co., Saarburg | 1956     |
| 2   | Heribertus   | 1.064            | 650             | fis′ +4             | Conrad de Isbroich                                   | 1362     |
| 3   | Heilig Kreuz | 950              | 480             | gis′ +-0            | Wolfgang Hausen-Mabilon; Fa. Mabilon & Co., Saarburg | 1956     |
| 4   | Toten        | 955              | 550             | ais′ -3             | Conrad de Isbroich                                   | 1362     |

Motiv: O Heiland, reiß die Himmel auf

## Pfarrer
Folgende Priester wirkten bislang als Pfarrer an St. Heribert:
- 1925–1946: Heinrich Stiegeler
- 1946–1957: Josef Dunkel
- 1957–1973: Rudolf Pleuß
- 1974–2002: Dieter Sülzen
- 2002–2023: Georg Scherer
- Seit 2024: Josef Wolff